# Ranibas (Surkhet)
Pour les articles homonymes, voir Ranibas.
Ranibas (en népalais : रानीबाँस) est un comité de développement villageois du Népal situé dans le district de Surkhet. Au recensement de 2011, il comptait 3 643 habitants.